# Aeroportul Okondja
Aeroportul Okondja (IATA: OKN, ICAO: FOGQ) este un aeroport din Provincia Haut-Ogooué, Gabon ce deservește zona Okandja⁠(d). A fost numit după zona deservită.
Situat la o altitudine de 404 m, aeroportul dispune de o singură pistă.